# Jurová
Jurová (in ungherese Dercsika) è un comune della Slovacchia facente parte del distretto di Dunajská Streda, nella regione di Trnava.